# Uomo di Grimaldi
L'uomo di Grimaldi è il nome originariamente dato a due scheletri umani del paleolitico superiore scoperti ai Balzi Rossi a Ventimiglia in Italia nel 1901. I resti sono ora riconosciuti come rappresentanti due individui, e probabilmente sono datati alla stessa età dei cinque scheletri di Cro-Magnon scoperti dal paleontologo francese Louis Lartet nel 1868 e classificati come parte della più ampia popolazione umana moderna europea.

## Scoperta
Alla fine del XIX secolo, diversi ritrovamenti dell'età della pietra di età estrema furono effettuati nelle grotte e nei ripari sotto roccia intorno ai Balzi Rossi, la Rupe Rossa, vicino a Ventimiglia, in Liguria
Uno dei più eclatanti fu il ritrovamento di due bambini in quella che fu chiamata Grotta dei fanciulli, dove furono ritrovati anche utensili in pietra e diverse statuette di Venere.  A cavallo tra il XIX e il XX secolo, Alberto I di Monaco, finanziò l'esplorazione archeologica delle sette grotte più importanti indagate ai Balzi Rossi, e per questo furono chiamate Grotte dei Grimaldi in onore della Casata dei Grimaldi.
La Grotta dei fanciulli contenevano manufatti aurignaziani e resti di renna negli strati superiori, mentre gli strati inferiori presentavano una fauna più tropicale con rinoceronti di Merck, ippopotami ed elefanti dalle zanne dritte. L'orizzonte più basso conteneva utensili musteriani, associati ai Neanderthal. Gli scheletri di Grimaldi furono rinvenuti nello strato aurignaziano inferiore nel giugno del 1901 dal canonico de Villeneuve. I due scheletri apparivano notevolmente diversi dagli scheletri di Cro-Magnon rinvenuti più in alto nella grotta e in altre grotte intorno ai Balzi Rossi, e furono chiamati "uomo di Grimaldi" in onore del principe.
Uno dei due scheletri apparteneva a una donna di oltre cinquant'anni, l'altro a un ragazzo adolescente di 16 o 17 anni Gli scheletri erano in condizioni notevolmente buone, sebbene il peso di circa 8 metri di sedimenti avesse in qualche modo schiacciato i crani, in particolare le sottili ossa del viso. Tuttavia, de Villeneuve fu colpito dal prognatismo dei crani. Data la natura schiacciata dei crani, tale osservazione sarebbe stata al massimo provvisoria. Tuttavia, in seguito fu stabilito che l'anziana donna era effettivamente prognatica, sebbene a causa di una condizione patologica.

## Caratteristiche fisiche
Gli scheletri dei Grimaldi erano molto diversi dai reperti rinvenuti fino ad allora in Europa. A differenza dei robusti Neanderthal, gli scheletri dei Grimaldi erano snelli e gracili, ancor più dei reperti dei Cro-Magnon rinvenuti nello stesso sistema di grotte. I Grimaldi erano di piccola statura, mentre un Cro-Magnon adulto era generalmente alto più di 170 cm, con individui che potevano raggiungere i 190 cm; nessuno dei due scheletri superava i 160 cm.
I due crani avevano scatole craniche piuttosto alte, a differenza dei crani lunghi e bassi rinvenuti nei Neanderthal e, in misura minore, nei Cro-Magnon. I volti avevano ampie aperture nasali e mancavano delle orbite rettangolari e della carnagione ampia così caratteristiche dei Cro-Magnon. Questi tratti, combinati con ciò che de Villeneuve interpretò come prognatismo, portarono gli scopritori alla conclusione che l'uomo di Grimaldi fosse di tipo negroide. Alcuni tratti, tuttavia, non corrispondevano al quadro; l'osso nasale aveva un ponte nasale alto, come quello dei Cro-Magnon e degli europei moderni, ed era molto diverso da quelli dei gruppi più tropicali. Le due sporgenze dell'osso frontale sulla fronte erano separate anziché formare un'unica sporgenza mediana, un altro tratto europeo. Anche la capacità cranica era piuttosto ampia per le loro dimensioni.
Dopo anni di studi, e una più vasta consocenza dei Primi esseri umani moderni europei (EEMH, da European early modern humans in inglese, si è giunti alla conclusione che anchequello che si pensava essere una particolare tipologia di ominide, l'Uomo di Grimaldi, in effetti rientra nella tipologia degli EEMH.